# Eugen Todié
Eugen Todié, est un écrivain, dramaturge, publiciste et auteur de paroles satiriques roumain, né le 18 juin 1886 à Lehliu et mort en 1965 à Bucarest. Combattant de la Première Guerre mondiale, ses écrits témoignent des horreurs de cette guerre. Il s'engage également sur des thèmes sociaux et politiques que ce soit dans ses chroniques ou dans ses pièces de théâtre.

## Biographie
Eugen Todie naît dans une famille d’agriculteurs. Enfant, il suit les cours dans l’école primaire de son village natal et poursuit ses études à l'école de Craiova, au lycée Matei Basarab puis au lycée St. Sava de Bucarest.
En 1906, il termine ses études et devient suppléant à Luncaviţa, comté de Tulcea, puis en 1908 à Malcoci dans le même comté.
En 1911, il enseigne dans des écoles situées dans les villages d'Ion Ghica et d'Ibăneşti. La même année il fait ses débuts en tant que poète et journaliste dans le journal socialiste Flacara.
En 1913, il publie son premier roman, Les Esclaves de la Terre.
En 1914, il s’engage dans l’armée en tant que sous-lieutenant et combat durant la Première Guerre mondiale sur le front de Munténie. Il y est fait prisonnier en 1916 et emmené en Allemagne où il sera déplacé dans plusieurs camps : dans le camp de Stralsund, sur l'île de Dänholm, il participe à l'organisation d'un cercle de littérature, musique et art, avec Dimitru G. Nanu, Gheorghe Brăescu, Sandu Teleajen, Titus Hotnog, Horia Furtuna et Cezar T. Stoika. Plus tard, son emprisonnement au camp de Krefeld donne lieu à la rédaction d'un volume lithographique : Paroles captives (1917-1918) qui révèle les horreurs de la guerre. L'auteur y cultive également la rime chronique ou la parodie à des fins politiques.
En 1918, après la guerre, il se rend à Iasi où il compose avec George Topîrceanu le livret du magazine C'était un rêve, intitulé "Avec le sorcier". D'autres poèmes, des esquisses, des nouvelles et des extraits de romans sont publiés dans les magazines et journaux "The Right Road", "Romanian Life", "Stage" (1917-1918). "Izbânda", "Notes littéraires", "Luceafărul", "Ramuri", "Le mot libre" (série 1919-1921), "Curentul", "La race littéraire roumaine", etc.
Pendant l'entre-deux-guerres, suit une période où il intervient sur des thèmes politiques et écrit des vers satiriques sur les réalités de l’époque. Ses écrits sont publiés dans le "Fight", magazine qu'il a réalisé à Lehliu en 1919, dans le magazine "Political attitude", mais aussi dans "Justice", "Paysannerie" et "La vie d'aujourd'hui". Il s'adonne également à l'écriture de pièces de théâtre où on retrouve les thèmes sociaux et politiques, comme dans le drame L'homme solitaire, lu dans le Comité de lecture du Théâtre national de Bucarest en 1930.
En 1925, il publie son deuxième roman, La Dague de Satan.
En 1936 il publie Multimillionnaire Pardon et Voici la pop, une satire sociale écrite en vers.
En 1943 il devient membre de la Société historique des écrivains roumains.

## Œuvres
- Robii pământului [Les Esclaves de la Terre], Bucarest, 1913 (Ed. II sous le titre O Iubire [Un amour] en 1919)
- Versuri din captivitate [Paroles captives], Crefeld, 1917-1918
- "Cu sorcova" ["Avec le sorcier"], Crefeld, 1918
- Hârdăul lui Satan [La dague de Satan], Bucarest, 1925 (Ed. II Bucarest, 1957)
- Păcală milionar [Millionnaire Pardon], Bucarest, 1936
- Uite popa, nu e popa la Văleni [Voici la pop, pas la pop à Valeni], Bucarest, 1936

### Les Esclaves de la terre
Le roman Les Esclaves de la terre, publié en 1913, est une histoire d'amour aux accents de critique sociale. Le récit, à la première personne, a pour personnage principal un pauvre mendiant amoureux d'une riche jeune fille. Ce scénario permet une série d'observations ironiques de la part du narrateur. Ce roman est un exemple du post-romantisme : le texte contient une conversation sur les ruines et le vocabulaire est imprégné des mots et expressions de Mihai Eminescu (« doux rêves », etc.).
Une nouvelle édition est publiée en 1919 sous le titre One Love, témoignant du succès de ce roman à l’époque.

### La dague de Satan
Le roman La Dague de Satan est publié en 1925. Bien que considérée comme un roman de guerre il est le roman de la formation politique de Dinu Bordea, son personnage principal. Entre calvaire et chaos, les événements de la première phase de la Seconde Guerre mondiale y sont reconstruits. La trajectoire du protagoniste est une révolte et la guerre devient le facteur catalyseur de son attitude. L’antithèse opposant les combattants et ceux qui tirent profit de la guerre derrière le front, sujet que l’on retrouve dans la plupart des écrits roumains sur la Première Guerre mondiale, constitue l’axe épique du roman. Ce roman est une des rares tentatives d'épopée prolétarienne de la littérature roumaine.